# Tomatenminiermotte
Die Tomatenminiermotte (Tuta absoluta), ein Schädling hauptsächlich an Tomaten, ist eine Schmetterlingsart aus der Familie der Palpenmotten (Gelechiidae). Sie wird auch Südamerikanische Tomatenmotte oder Tomatenblattminierer genannt. Synonyme für den wissenschaftlichen Namen Tuta absoluta sind: Scrobipalpuloides absoluta (Povolny, 1987), Scrobipalpula absoluta (Povolny, 1964), Gnorimoschema absoluta (Clarke, 1962), Phthorimaea absoluta Meyrick, 1917. Der EPPO-Code ist GNORAB.

## Beschreibung

### Merkmale
Der auf der Tomatenpflanze lebende Falter ist sechs bis sieben Millimeter lang und hat eine Flügelspannweite von acht bis zehn Millimetern. Das Weibchen legt seine Eier meist auf die Unterseite der Blätter, auf die Knospen oder auf die grünen Früchte. Der überwiegende Teil der Eier (75 %) wird an Blättern abgelegt, ein weiterer Teil am Spross oder Stängel (21 %) und etwa 6 % an den Blütenknospen, an den Kelchblättern. Werden Eier an Früchten abgelegt, so geschieht dieses fast ausschließlich an unreifen, grünen Früchten (< 3 cm Durchmesser) bzw. Knospen, sehr nah an den Kelchblättern (Sepalen). Auf größeren Früchten werden gemäß Literatur keine Eier abgelegt. Frasßöcher entstehen, wenn spätere Larvenstadien dort eindringen. Die Eier sind cremefarben, 0,4 Millimeter lang und haben einen Durchmesser von 0,2 Millimetern.
Die Larven des ersten Stadiums (L1) sind nur etwa 0,6 bis 0,8 Millimeter groß. Die Larven des dritten Larvenstadiums (L3) sind etwa 4,5 Millimeter lang und die des vierten Larvenstadiums (L4) erreichen eine Länge von bis zu acht Millimetern. Die Larve hat einen schwarzen Kopf. Ältere Larven haben ein variabel hell geflecktes Halsschild (Pronotum).
Die Puppen sind braun und vier bis sechs Millimeter lang. Die Imagines sind braun bis silbrig gefärbt mit schwarzer Fleckung auf den schmalen Flügeln. Ihre Beine sind braun und schwarz geringelt. Ihre Antennen knapp sechs Millimeter lang und bestehen aus fünf oder sechs Gliedern. Die adulten Tiere können am männlichen Geschlecht unter dem Mikroskop identifiziert werden.

### Lebenszyklus
Die erwachsenen Tiere verstecken sich tagsüber zwischen Blättern und sind meist nachtaktiv. Unter günstigen Bedingungen können sich in einem Jahr 10 bis 12 Generationen entwickeln. In Argentinien sind jedoch nur fünf Generationen bekannt. Tomaten werden in jedem Wachstumsstadium befallen. Für den vollständigen Lebenszyklus ist ein Temperaturbereich von 14 bis 30 °C nötig. Sind Wirtspflanzen, speziell Tomaten, vorhanden, gehen sie kaum in Diapause über. Die Motte kann als Ei überwintern, aber auch als Puppe oder adultes Tier. Außerhalb Südamerikas sind noch weniger Einzelheiten über die Entwicklungszeiten bekannt. Aus Studien in Chile geht hervor, dass die Dauer des Entwicklungszyklus bei 14 °C 76 Tage, bei 20 °C 40 Tage und bei 27 °C nur 24 Tage lang ist (auf ganze Zahlen gerundet). Die weibliche Motte legt in ihrem Leben 250 bis 260 Eier, vornehmlich auf die Unterseite der Blätter. Damit legt sie etwa dreimal so viel Eier wie Thrips. Die Larve schlüpft nach 4 bis 5 Tagen und ernährt sich im Blatt nur vom Mesophyll. Sie beschädigt die Epidermis nur beim Austreten zur Verpuppung oder auf Suche nach mehr Nahrung. Es werden vier Larvenstadien gebildet. Das erste Larvenstadium misst 0,9 Millimeter und wird bis zum vierten 7,5 mm lang. Die Entwicklung vom Schlüpfen bis zur Verpuppung dauert 13 bis 15 Tage. Die Larven können sich in den Fraßgängen, auf der Blattoberfläche und im Boden verpuppen. Findet die Verpuppung nicht im Boden statt, wird zum Schutz ein Cocon gebildet. Das Stadium als Puppe dauert 9 bis 11 Tage. In Mitteleuropa sind die Temperaturen im Winter im Freien zu tief; so kann die Motte im Freiland nicht überwintern. Gewächshäuser bieten jedoch mit Ganzjahreskulturen und weil sie den Winter über frostfrei gehalten werden gleichmäßig warme Bedingungen, in denen die Tiere den Winter überstehen können. Deshalb kommt in Südamerika ab 1000 Meter über dem Meer keine Tomatenminiermotte mehr vor, weil dort die Temperaturen zu niedrig sind.

### Symptome
Befall durch die Tomatenminiermotte ist leicht zu finden, weil sie sich hauptsächlich und zuerst im Kopf, dem jungen Teil der Pflanze, an Knospen und jungen Früchten aufhalten, wo dann schwarzer Kot zu finden ist. In Blättern werden flächige Miniergänge entwickelt, die der Form eines Eichenblatts ähneln. Hierbei bleibt die Blatthaut stehen, und nur die Zellen im Blattinnern werden gefressen. Der Zwischenraum verfärbt sich später dunkel. Danach werden auch die Triebe befallen. Hier frisst sich die Larve in den Trieb und höhlt ihn aus. Der Triebteil oberhalb welkt oder zeigt Wuchshemmungen. Werden Früchte der Tomate befallen, frisst sich die Larve in die Frucht. Diese wird später dort durch Pilze und Bakterien infiziert (Sekundärbefall). Früchte werden über alle Entwicklungsstadien hinweg befallen. Bevorzugt werden jedoch die grünen Früchte. Oft werden mehrere Früchte eines Wickels (oder Traube, Tross, Grappe) befallen.

### Kulturschäden
Die Tomatenproduktion in Südamerika kennt Tuta absoluta, im Freiland wie im Treibhaus, als einen der Hauptschädlinge. Negativ beeinträchtigt werden Ertrag und Fruchtqualität durch Fraßlöcher der Larve und Verschmutzung mit ausgeschiedenem Kot. Dabei kommt es ohne Bekämpfung zu Ausfällen von 50 bis 100 %. Der Befall ist jedoch von Sorte zu Sorte unterschiedlich. Auch bei sehr guter Schädlingsbekämpfung wird mit einem Ertragsverlust von 1 bis 5 % gerechnet. An Kartoffeln ist die Tomatenminiermotte in Lateinamerika eine der wichtigsten Schädlinge, der die oberirdische Pflanze frisst. Da die Tiere im mitteleuropäischen Klima im Freiland geringe Überlebensmöglichkeiten haben, wird in Freilandkulturen mit geringem Schaden gerechnet. Es werden 5 Schadstufen unterschieden: Niveau 0 (keine Symptome), Niveau 1 (gelegentliche Schäden, bis 5 % Pflanzen beschädigt), Niveau 2 (Befall niedrig aber leicht zu finden, 5–25 % Pflanzen beschädigt), Niveau 3 (25–50 % Pflanzen beschädigt), Niveau 4 (mehr als 50 % Pflanzen mit einer lebenden Larve) und Niveau 5 (mehr als 50 % Pflanzen beschädigt und mehr als eine lebende Larve).

### Unterscheidung

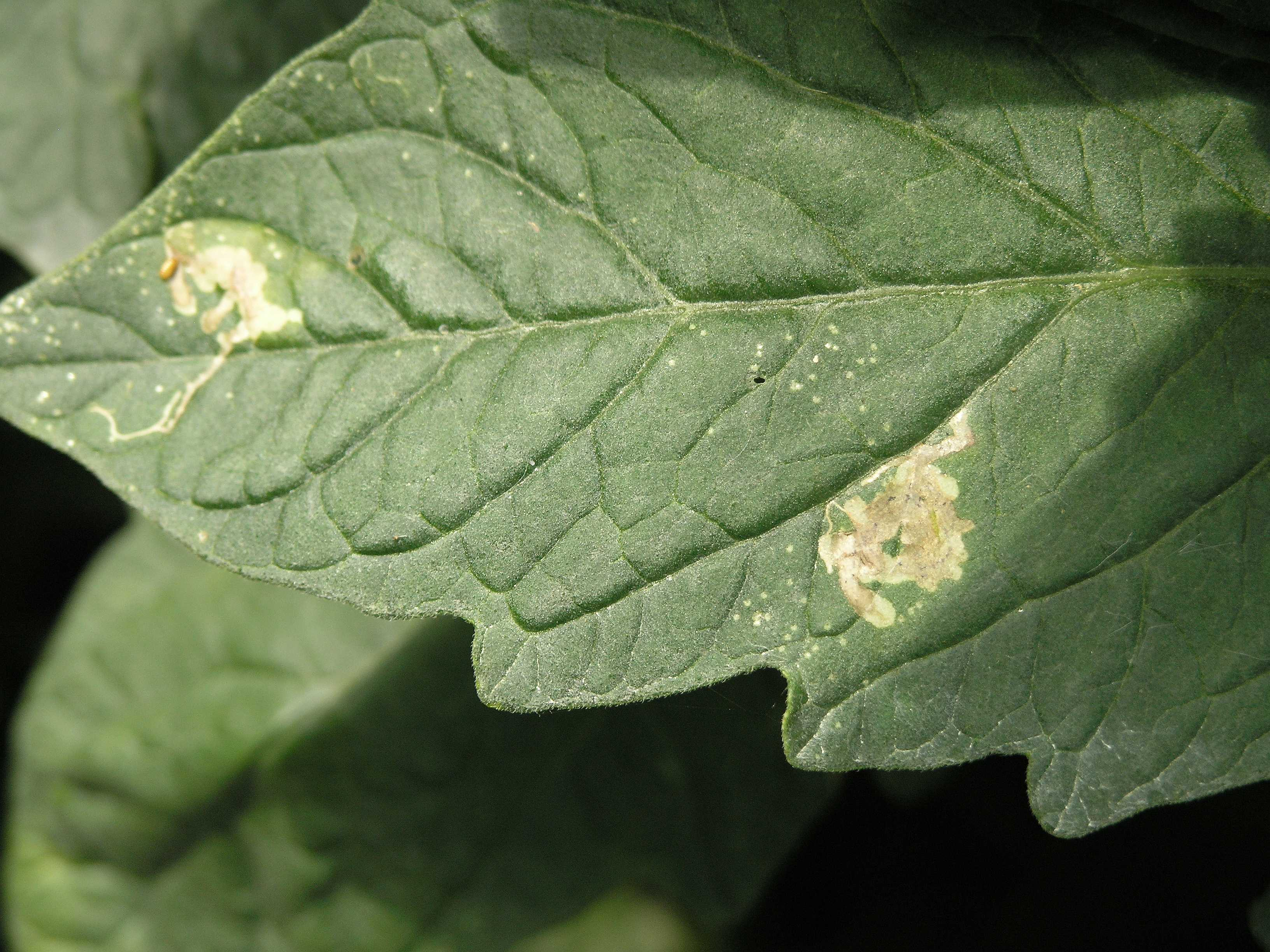
Miniergang der Minierfliege

Die Identifikation der Larven, die in Blättern fressen, ist einfach, denn nur sehr wenige Larven der Palpenmotten (Gelechniidae) befallen Tomatenblätter. Die Larve frisst flächige Miniergänge, die eher einem Eichenblatt gleichen und von beiden Blattseiten her zu sehen sind. Dagegen gibt es viele Arten dieser Familie, die auch Gänge in die Früchte fressen, jedoch nur als Adulte bestimmbar sind. Dies sind unter anderen Scrobipalpopsis solanivora an Kartoffeln, die nicht in Frankreich vorkommt und Phthorimea operculella, die auch auf Nachtschattengewächsen lebt. Letztere hat ein größeres schwarzes Band auf dem Halsschild (Pronotum). Die Minierfliege (Liriomyza ssp.) hingegen macht wellige zum Teil kreisende, feine Fraßgänge (Bild rechts). Die runde Eintrittsstelle zum Fraß in der Frucht ist beim Baumwollkapselwurm etwa 5 bis 10 Millimeter groß. Bei der Tomatenminiermotte ist die Eintrittsstelle mit 4 bis 6 Millimeter jedoch deutliche kleiner.

## Vorkommen und Verbreitung
Wirtspflanzen sind neben der Tomate (Blatt, Trieb, Frucht) auch die Kartoffel (Blätter, nicht Knolle) und andere Nachtschattengewächse wie Aubergine, Pepino, Schwarzer Nachtschatten, Paprika, Stechapfel und Tabak. Diese werden jedoch weniger stark befallen als die Tomate. Für die Aubergine gibt es nur Befall unter Laborbedingungen, die im Freien bisher noch nicht bestätigt wurden. Die Tomatenminiermotte kommt in Südamerika nur bis auf Höhen von 1000 m über dem Meeresspiegel vor. Sie wird international über große Strecken mittels befallener Früchte verbreitet. Denn vieles deutet darauf hin, dass importierte befallene Früchte die Tiere mitbrachten und diese in Packstationen freikamen. Durch eigenes Fliegen verbreitet sie sich nur sehr regional.

## Geschichte
Die Tomatenminiermotte stammt aus Mittelamerika und hat sich von dort aus nach Südamerika verbreitet. Sie verursacht in Südamerika sehr große Schäden.
- 1962 wurden schon aus Japan Funde berichtet, wo sie Solanum lyratum befiel. Heute ist dieser Schädling dort nicht mehr bekannt.[18]
- 1964 wurde sie von Chile nach Argentinien eingeschleppt.[19] Sie verbreitete sich dort in den 1970er Jahren sehr stark.[20]
- 1972 wurden Schäden an Tabak in Argentinien berichtet.[21] In Südamerika wurde sie in Bolivien, Brasilien, Chile, Kolumbien, Ecuador, Paraguay, Uruguay und Venezuela gefunden. Dort kommt sie nur bis in Höhen von 1000 m über dem Meeresspiegel vor.
- 2004 wurde sie bereits in die A1-Liste von EPPO (European and Mediterranean Plant Protection Organisation) aufgenommen.
- 2005 kam sie noch nicht in der EU vor.[2] In den USA ist die Tomatenminiermotte ein Quarantäne-Schädling.[22]
- 2006 trat die Tomatenminiermotte erstmals in Spanien auf. Dort wurden im Jahr darauf Entschädigungen für das Vernichten von befallenen Kulturen bezahlt, um den Schädling einzudämmen.[23]
- 2007 ist der Schädling in Spanien bereits in Castellón, Valencia und den Inseln Ibiza anzutreffen.[24][4][25]
- 2008 wurden Funde auch von Algerien, Marokko und Korsika berichtet. Im gleichen Jahr auch in Italien in den Regionen Calabria, Campania, Sardenga und Sizilien.[1] In Frankreich dann früh schon im Var und in den Bouches-du Rhône im Herbst 2008.[4]
- 2009 wurden im Januar in den Niederlanden die ersten 3 adulten Tomatenminiermotten in einem Packbetrieb mit einer Pheromonfalle registriert. Im Packbetrieb wurden Rispentomaten aus Spanien umgepackt.[26][11] Anfang März wurde von den USA wegen der Miniermotte eine Importregelung für Tomaten erlassen.[22] Zum Beginn April wurden in den Niederlanden 80 Betriebe überwacht.[13] Mittlerweile werden auch Funde in Frankreich in den Regionen Provence-Alpes und Côte d’Azur gemacht. Schließlich wird im Frühsommer auch von Tunesien,[1] und im Juli 2009 aus Libyen und Großbritannien berichtet.[27] Seit Juni/Juli 2009 gibt es den ersten niederländischen Tomatenbetrieb, bei dem im Treibhaus Motten gefunden wurden.[3][28] In den Niederlanden bekommt die Tomatenminiermotte keinen Quarantäne-Status weil er sich zu schnell ausbreitet.[29]  In der Schweiz wurden im Juni 2009 im Freien erste adulte Tiere mit einer Pheromonfalle bei Genf im Raum Troinex und Lully gefangen.[30] Spanische Betriebe mussten im gleichen Jahr, auch wegen schlechter Preise und zusätzlichem Befall mit Rostmilbe, ihre Kulturen vorzeitig wegen der Tomatenminiermotte räumen.[3]
- 2010 erstes Auftreten in Österreich in burgenländischen Betrieben[31]

## Gegenmaßnahmen

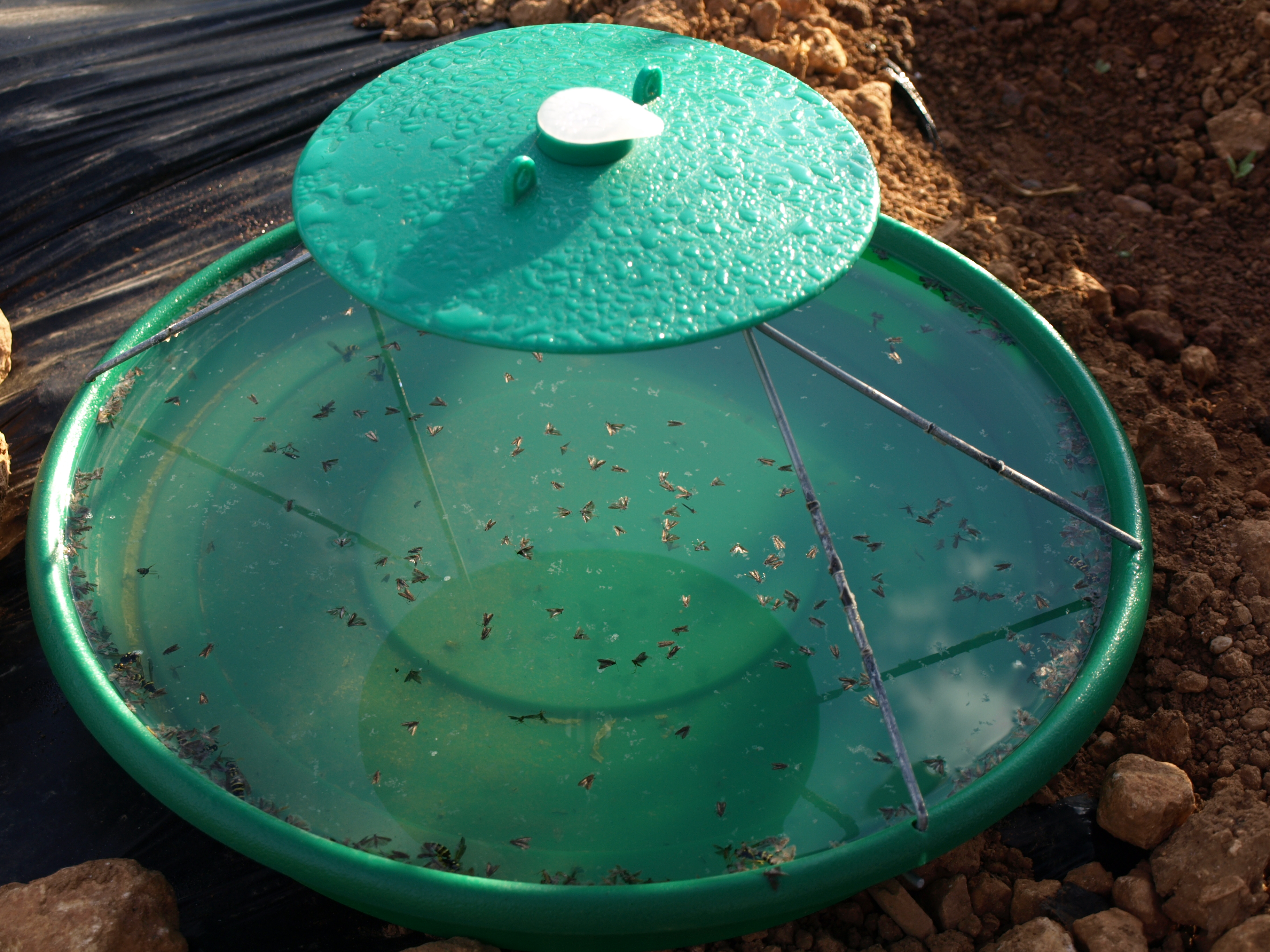
Fangfalle für Tomatenminiermotte

Kulturkontrollen: Wichtig für das frühzeitige Auffinden von Befall ist auch die genaue Kontrolle der Kultur selbst. Dazu wird der Bestand wöchentlich einmal vollständig abgegangen. Zur Registrierung des ersten Flugs und der Anwesenheit der Tomatenminiermotte werden Fangfallen mit Pheromondispenser zum Anlocken und Abtöten der Männchen verwendet. Spezielle Pheromone zum Anlocken der Tomatenminiermotte sind bereits verfügbar. Pheromonfallen werden in Großbritannien zur Bekämpfung bei einer Population von weniger als 1 bis 3 Mottenfängen pro Woche empfohlen. In Spanien wurden auch populationsmindernde Effekte mit massenhaftem Aufstellen dieser Fallen erzielt. Dies erfolgt im Treibhaus mit 25 und im Freiland mit 40 Pheromonfallen pro Hektar. Aufgestellt in einem Abstand von maximal 25 m. Als Pheromon benutzt man wird eine Mischung aus zwei Lockstoffen (90:10 Mischung von (3E,8Z,11Z)-3,8,11-tetradecatrien-1-yl acetate und (3E,8Z)-3,8-tetradecadien-1-yl acetate). Um das erste Auftreten und die Stärke der Entwicklung gut zu registrieren, wird eine wöchentliche Kontrolle der Fallen empfohlen. Dabei werden gefangene Tiere entfernt und die Anzahl registriert. Die Pheromonkapseln sind 4 Wochen brauchbar. Die Populationsstärke wird in 4 Stufen eingeteilt: kein Risiko (0 Tier gefangen), geringes Risiko (weniger als 10 Tiere pro Falle und Woche), moderates/steigendes Risiko (3 bis 30 Fänge pro Falle und Woche) und erhöhtes Risiko (über 30 Fänge pro Falle und Woche). Besonders in Ländern, in denen bisher noch keine Motten gefunden wurden, werden Abpackbetriebe, die Importe aus Italien, Spanien und Marokko verarbeiten mit Pheromonfallen überwacht.
Externe Kontrolle: Tomatenminiermotte ist kein Quarantäne-Schädling, sollte aber in Verdachtsfällen, zur Sicherheit und der genauen Identifikation den regionalen Pflanzenschutzberatungsstellen zur Überprüfung gemeldet werden.
Nützlingseinsatz: Schließlich ist auch der Einsatz von Nützlingen möglich. Mit den Raubwanzen Macrolophus pygmaeus und Nesidiocoris tenuis zeigten sich unter Laborbedingungen Erfolge. Beide töten Eier und alle Larvenstadien der Motte ab, wobei das erste Larvenstadium bevorzugt wird. Besonders bei der Raubwanze Macrolophus ist jedoch bekannt, dass zwischen Einsatz und Aufbau einer ausreichenden Macrolophus-Population zu viel Zeit vergeht und deshalb nicht wirklich eine Bekämpfung erreicht wird. Gleichzeitig ist der für gute Wirkung nötige Einsatz von sehr großen Mengen dieses Nützlings sehr teuer. Schließlich kann auch noch die Schlupfwespe (Trichogramma pretiosum Riley, 1879), ein Eiparasit, der mit anderer Art auch gegen Maiszünsler und Apfelwickler verwendet werden. Auch mit Trichogramma achaeae werden in Spanien Versuche durchgeführt. Dabei werden parasitierte Eier schwarz.  Die Schlupfwespe ist jedoch sehr empfindlich gegenüber Pflanzenschutzmitteln. Auch die Raubwanze Nesisiocoris tenuis kann gleich zu Kulturbeginn eingesetzt werden. Weitere Prädatoren (Gegenspieler/Nützlinge/Parasiten) sind: Pseudoapanteles dignus, Dineulophus phthorimaeae, Cornua ssp. und Podisus nigrispinus. Alle befallenen Früchte müssen aus der Kultur entfernt und vernichtet werden. Wichtig ist auch, die Kulturen und Felder frei von Unkräutern der gleichen Familie zu halten. Dies sind: Solanum lyratum, Gemeiner Nachtschatten (Solanum nigrum), Solanum elaeagnofolium, Solanum puberulum, Stechapfel (Datura stramonium, Datura ferox) und Tabak (Nicotiana glauca). Da bei verschiedenen Tomatensorten unterschiedlicher Befall beobachtet wurde, werden auch schon Versuche gemacht, resistente Tomatenstämme zu finden. Resistenz zeigt die Art Lycopersicon hirsutum f. typicum.
Pflanzenschutzmittel: Zur chemischen Bekämpfung des Schädlings mit (Insektiziden) werden die Wirkstoffe Indoxacarb, Spinosad, Chloranthraniloprol, Flubendiamid und ein biologisches Mittel mit dem Bakterium Bacillus thuringiensis var. kurstaki verwendet. Auch wird der Wirkstoff Deltamethrin eingesetzt. Versuche mit aus Pflanzen gewonnenen Inhaltsstoffen waren teilweise erfolgreich.
Die hohe Vermehrungsrate des Schädlings sorgt jedoch für einen schnellen Aufbau von Resistenzen. Die ersten Resistenzen traten bereits 1980, 10 Jahre nach erstem Auftreten, in Argentinien auf. Die gefundenen Tomatenminiermotten sind dort gegenüber der Wirkstoffgruppe der Pyrethroide und dem Wirkstoff Abamectin resistent. Solche Tiere haben sich weiter nach Europa verbreitet. 2015 wurden in Südsizilien auch Resistenzen gegen die Wirkstoffgruppe der Diamide (Chloranthraniloprol & Flubendiamid) gefunden.
Kulturwechsel: Auch kulturtechnisch gibt es Möglichkeiten, den Schädling einzudämmen. So wird zu Kulturwechsel (z. B. Gurken statt Tomaten), Kulturpause im Winter, eliminieren von Wirtspflanzen (speziell Unkräuter) der gleichen Familie und das restlose Entfernen und Vernichten befallener Pflanzen oder Pflanzenteile geraten. Um generell Schadinsekten aus Gewächshäusern fernzuhalten, sind insektensichere Treibhäuser zu empfehlen, deren Lüftungsklappen und Eingänge mit Insektennetzen (Maschenweite 9*6 Fäden/cm²) geschützt sind. Nach dem Räumen der Kultur ist eine 100-prozentige Säuberung und Desinfektion des Kulturraums notwendig. Das ist auch gegen andere Schädlinge vorteilhaft.